# Gare du Verdon
Gare du Verdon vasútállomás Franciaországban, Le Verdon-sur-Mer településen.

## Vasútvonalak
Az állomást az alábbi vasútvonalak érintik:
- Bordeaux-St-Louis–Pointe de Grave-vasútvonal

## Kapcsolódó állomások
A vasútállomáshoz az alábbi állomások vannak a legközelebb:
- Gare de la Pointe-de-Grave
- Gare de Soulac-sur-Mer